# Seal Beach
Seal Beach – miasto w Stanach Zjednoczonych, w stanie Kalifornia, w hrabstwie Orange. Według spisu ludności przeprowadzonego przez United States Census Bureau, w roku 2010 miasto Seal Beach miało 24 168 mieszkańców.